# 力浦区域
力浦区域（リョクポくいき）は、朝鮮民主主義人民共和国平壌直轄市にある行政区域の一つ。

## 地理
市域の南東部郊外にある。西側は楽浪区域と、南は黄海北道中和郡と、東は寺洞区域と、北側は船橋区域と接する。

## 行政区域
6洞・6里を管轄する。
- 능금동（ヌングム洞、ヌングムドン）
- 대현동（大峴洞、テヒョンドン）
- 혁포동（力浦洞、リョクポドン）
- 소신동（小新洞、ソシンドン）
- 장진1동（将進一洞、チャンジニルトン）
- 장진2동（将進二洞、チャンジニドン）
- 룡산리（龍山里、リョンサンニ）
- 류현리（柳絃里、リュヒョンニ）
- 세우물리（セウムル里、セウムルリ）
- 소삼정리（小三井里、ソサムジョンニ）
- 양음리（陽陰里、ヤンウムニ）
- 추당리（楸塘里、チュダンニ）

## 歴史
この節の出典
- 1960年10月 - 平壌直轄市楽浪区域柳絃里・小新里・将進里・陽陰里および力浦里の一部、勝湖区域大峴里・石井里・楸塘里・堂井里をもって、平壌直轄市力浦区域を設置。(3洞6里)
  - 将進里が将進洞に昇格。
  - 力浦里が力浦洞に昇格。
  - 大峴里が大峴洞に昇格。
- 1965年 (3洞8里)
  - 中和郡戊辰里を編入。
  - 将進洞の一部が分立し、小三井里が発足。
  - 石井里の一部が寺洞区域将泉里と合併し、寺洞区域将泉洞となる。
- 1967年 (5洞7里)
  - 小新里および小三井里の一部が合併し、小新洞が発足。
  - 力浦洞の一部が堂井里に編入。
  - 堂井里の一部が分立し、ヌングム洞が発足。
  - 堂井里の残部・柳絃里の一部が合併し、セウムル里が発足。
- 1972年 (6洞7里)
  - 将進洞の一部が分立し、将進二洞が発足。
  - 将進洞の一部が船橋区域戊辰一洞の一部と合併し、将進一洞が発足。
  - 将進洞の残部が船橋区域戊辰一洞に編入。
- 1989年 - 戊辰里が龍山里に改称。(6洞7里)
- 1994年 (6洞6里)
  - 石井里の一部が分立し、寺洞区域石井洞となる。
  - 石井里の残部が大峴洞に編入。

## 施設
- 高句麗古墳群 - 東明王陵、真坡里古墳群
- 平壌大峴洞洞窟遺跡

## 交通
- 平釜線・楽浪線
  - 力浦駅
- 平徳線
  - 東平壌駅